# Danmarksserien 2020
La Danmarksserien 2020 è la 29ª edizione del campionato di football a 9, organizzato dalla DAFF.
Il campionato è stato interrotto in seguito a restrizioni dovute alla pandemia di COVID-19 del 2019-2021.

## Squadre partecipanti
| Club                                | Città          | Stadio | Sponsor ufficiale | Risultato nella stagione 2019 |
| ----------------------------------- | -------------- | ------ | ----------------- | ----------------------------- |
| Avedøre Monarchs                    | Hvidovre       |        |                   |                               |
| Herning Hawks                       | Herning        |        |                   |                               |
| Holstebro Dragons                   | Holstebro      |        |                   |                               |
| Horsens Stallions/ Aarhus Tigers II | Horsens/Aarhus |        |                   |                               |
| Næstved Vikings/ Rønne Bears        | Næstved/Rønne  |        |                   |                               |
| Randers Rednex                      | Randers        |        |                   |                               |
| Svendborg Admirals                  | Svendborg      |        |                   |                               |
| Triangle Razorbacks II              | Vejle          |        |                   |                               |

## Stagione regolare

### Calendario

#### 1ª giornata
| Vejle 15 agosto 2020, ore 14:00 | Triangle Razorbacks II | 2 – 34 referto | Avedøre Monarchs | Kirkebakkehallen |

| Næstved 15 agosto 2020, ore 14:00 | Næstved Vikings | 30 – 14 referto | Svendborg Admirals | SJSI Vikings |

| Herning 15 agosto 2020, ore 14:00 | Herning Hawks | 50 – 0 (a tavolino) referto | Horsens Stallions/ Aarhus Tigers II | Herning Atletikstadion |

#### 2ª giornata
| Randers 22 agosto 2020, ore 14:00 | Randers Rednex | 0 – 50 (a tavolino) referto | Holstebro Dragons | Thunder Field |

#### 3ª giornata
| Hvidovre 30 agosto 2020, ore 14:00 | Avedøre Monarchs | 32 – 8 referto | Næstved Vikings | Hvidovre Gymnasium |

#### 4ª giornata
| Horsens 5 settembre 2020, ore 14:00 | Horsens Stallions /Aarhus Tigers II | 50 – 0 (a tavolino) referto | Randers Rednex | Dagnæs Stadion |

| Svendborg 5 settembre 2020, ore 14:00 | Svendborg Admirals | 24 – 52 referto | Triangle Razorbacks II | Admirals Field |

| Holstebro 6 settembre 2020, ore 14:00 | Holstebro Dragons | 19 – 14 referto | Herning Hawks | Idrætscenter Vest |

#### 5ª giornata
| Herning 19 settembre 2020, ore 14:00 | Herning Hawks | 50 – 0 (a tavolino) referto | Randers Rednex | Herning Atletikstadion |

| Vejle 19 settembre 2020, ore 14:00 | Triangle Razorbacks II | 40 – 0 referto | Næstved Vikings | Kirkebakkehallen |

| Svendborg 19 settembre 2020, ore 14:00 | Svendborg Admirals | - – - (annullata) referto | Avedøre Monarchs | Admirals Field |

| Horsens 20 settembre 2020, ore 14:00 | Horsens Stallions /Aarhus Tigers II | - – - (annullata) referto | Holstebro Dragons | Dagnæs Stadion |

### Classifiche
Le classifiche della regular season sono le seguenti:
- PCT = percentuale di vittorie, G = partite giocate, V = partite vinte,  P = partite perse, PF = punti fatti, PS = punti subiti

| Pos. | Squadra                             | PCT   | G | V | N | P | PF  | PS  |
| ---- | ----------------------------------- | ----- | - | - | - | - | --- | --- |
| 1    | Avedøre Monarchs                    | 1.000 | 2 | 2 | 0 | 0 | 66  | 10  |
| 2    | Holstebro Dragons                   | 1.000 | 2 | 2 | 0 | 0 | 69  | 14  |
| 3    | Herning Hawks                       | .667  | 3 | 2 | 0 | 1 | 114 | 19  |
| 4    | Triangle Razorbacks II              | .667  | 3 | 2 | 0 | 1 | 94  | 58  |
| 5    | Horsens Stallions/ Aarhus Tigers II | .500  | 2 | 1 | 0 | 1 | 50  | 50  |
| 6    | Næstved Vikings/ Rønne Bears        | .333  | 3 | 1 | 0 | 2 | 38  | 86  |
| 7    | Randers Rednex                      | .000  | 3 | 0 | 0 | 3 | 0   | 150 |
| 8    | Svendborg Admirals                  | .000  | 2 | 0 | 0 | 2 | 38  | 82  |

## XXIX Elming Bowl
| 2020 | TBD | – | TBD |  |